# Tyria
Tyria es un género de lepidópteros de la subfamilia Arctiinae, familia Erebidae.

## Especies
- Tyria albescens
- Tyria confluens
- Tyria divisa
- Tyria expallescens
- Tyria flavescens
- Tyria fulvescens
- Tyria gilleti
- Tyria grisescens
- Tyria jacobaeae
- Tyria nigrana
- Tyria ornata
- Tyria ortrudae
- Tyria pallens
- Tyria pallida
- Tyria senecionis
- Tyria tenuistriata